# Aéroport international de Monastir Habib-Bourguiba
Pour les articles homonymes, voir MIR.
L'aéroport international de Monastir Habib-Bourguiba (code IATA : MIR • code OACI : DTMB) (arabe : مطار الحبيب بورقيبة الدولي) dessert Monastir et plus généralement toute la région du Sahel tunisien. Situé à huit kilomètres à l'ouest de Monastir, sur le territoire de la station balnéaire de Skanès, il est mis en exploitation en 1968 sur une superficie de 199,5 hectares.
Il est la base d'opérations de la compagnie aérienne tunisienne Nouvelair Tunisie.

## Présentation
L'activité de l'aéroport est essentiellement liée à l'acheminement de touristes venant visiter Monastir, Sousse et les stations balnéaires environnantes (Monastir-Skanès et Port El-Kantaoui notamment). La quasi-totalité des vols sont des charters concentrés pendant la saison touristique. Ainsi, 200 aéroports européens, 21 africains et trois moyen-orientaux sont reliés à l'aéroport.
D'une capacité de 3 500 000 passagers par an, l'aérogare s'étend sur 28 000 m2. L'aéroport porte le nom de l'ancien président Habib Bourguiba qui est natif de Monastir.
Comme tous les aéroports tunisiens, l'aéroport est à l'origine géré par l'Office de l'aviation civile et des aéroports (OACA). Toutefois, dès janvier 2008, il passe sous la gestion du consortium turc TAV Airports Holding, pour une période de quarante ans, dans le cadre de la concession de l'aéroport international d'Enfidha-Hammamet également accordée au même groupe.

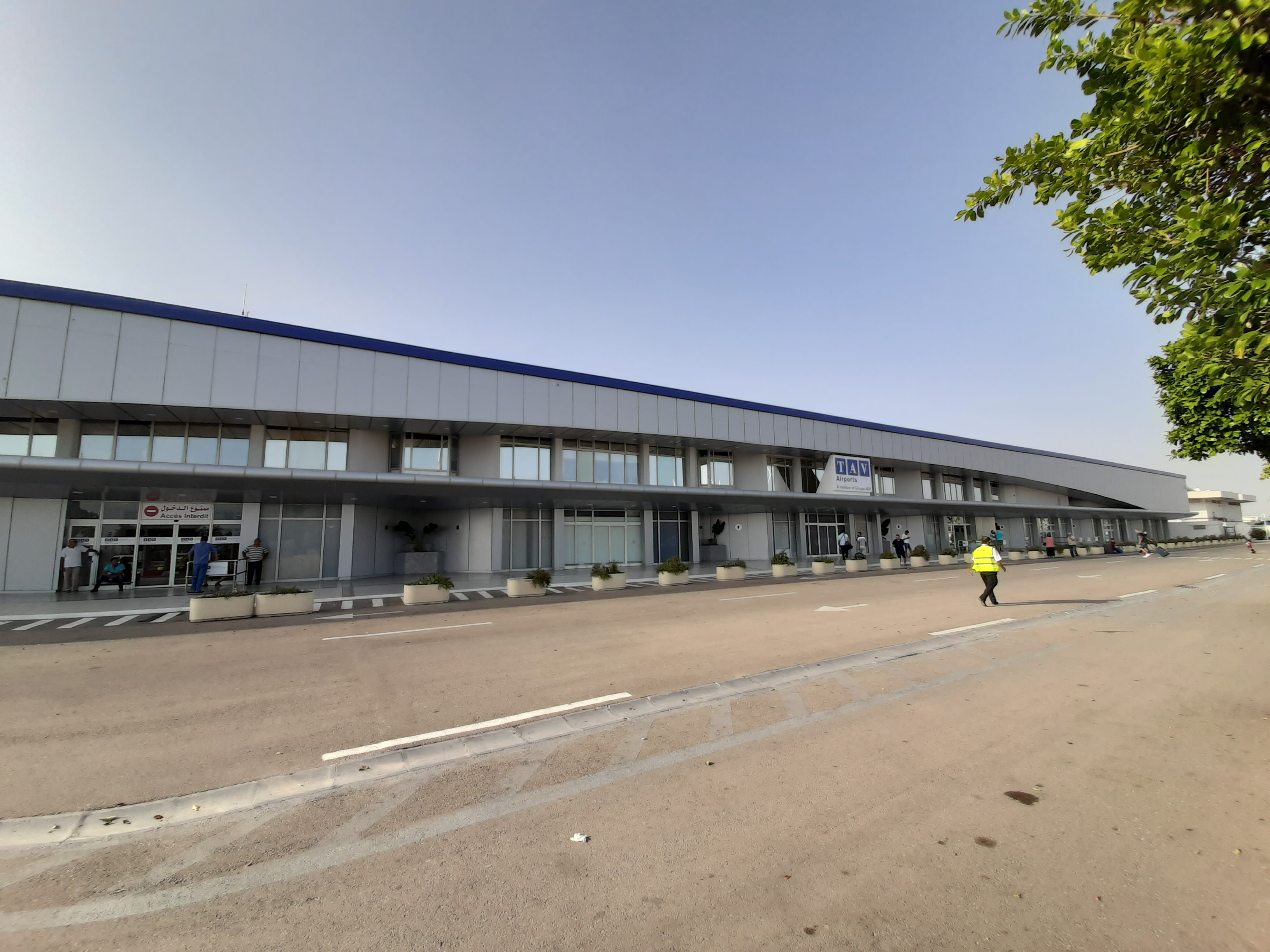
Façade principale.
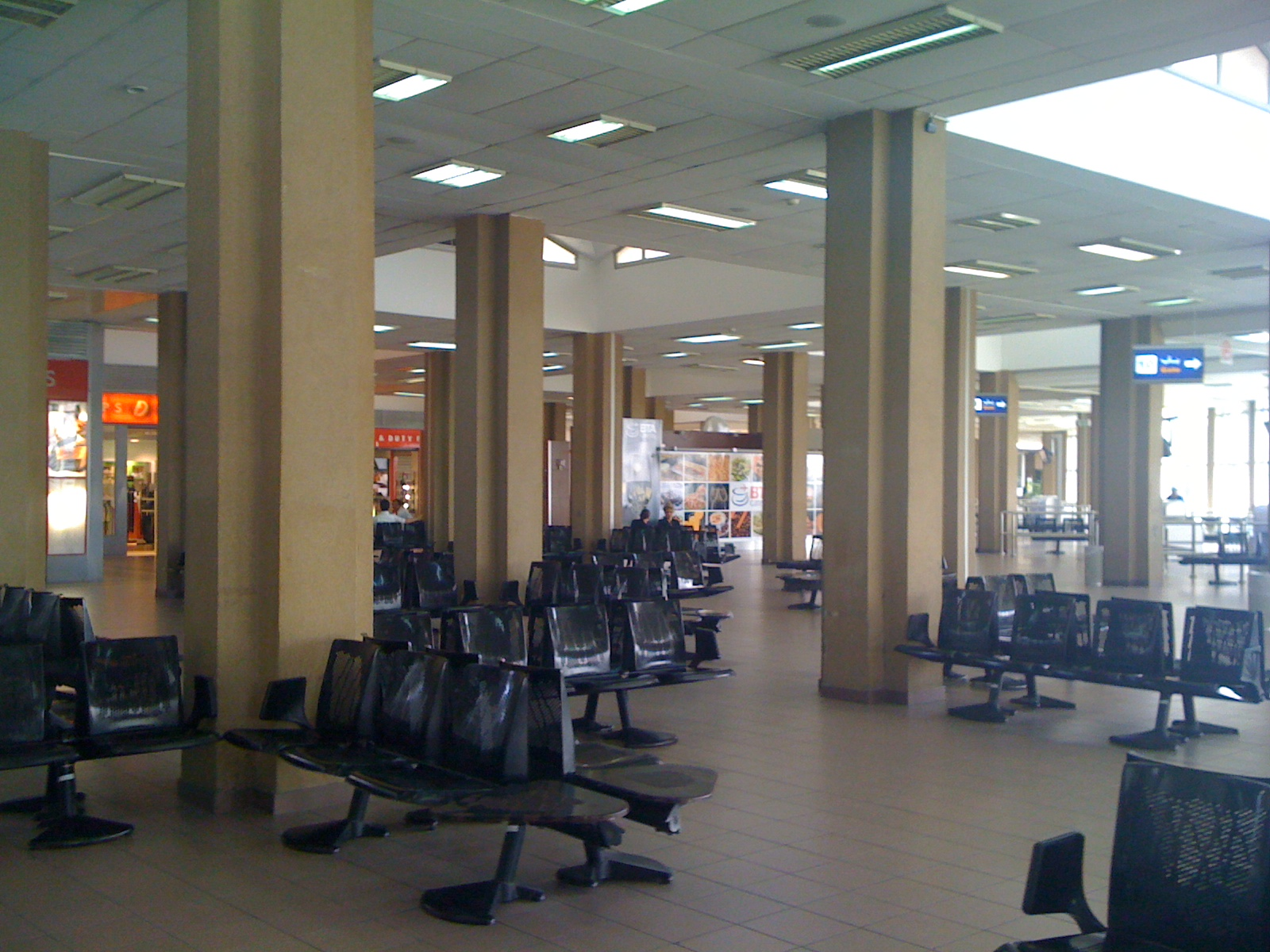
Salle d'attente.
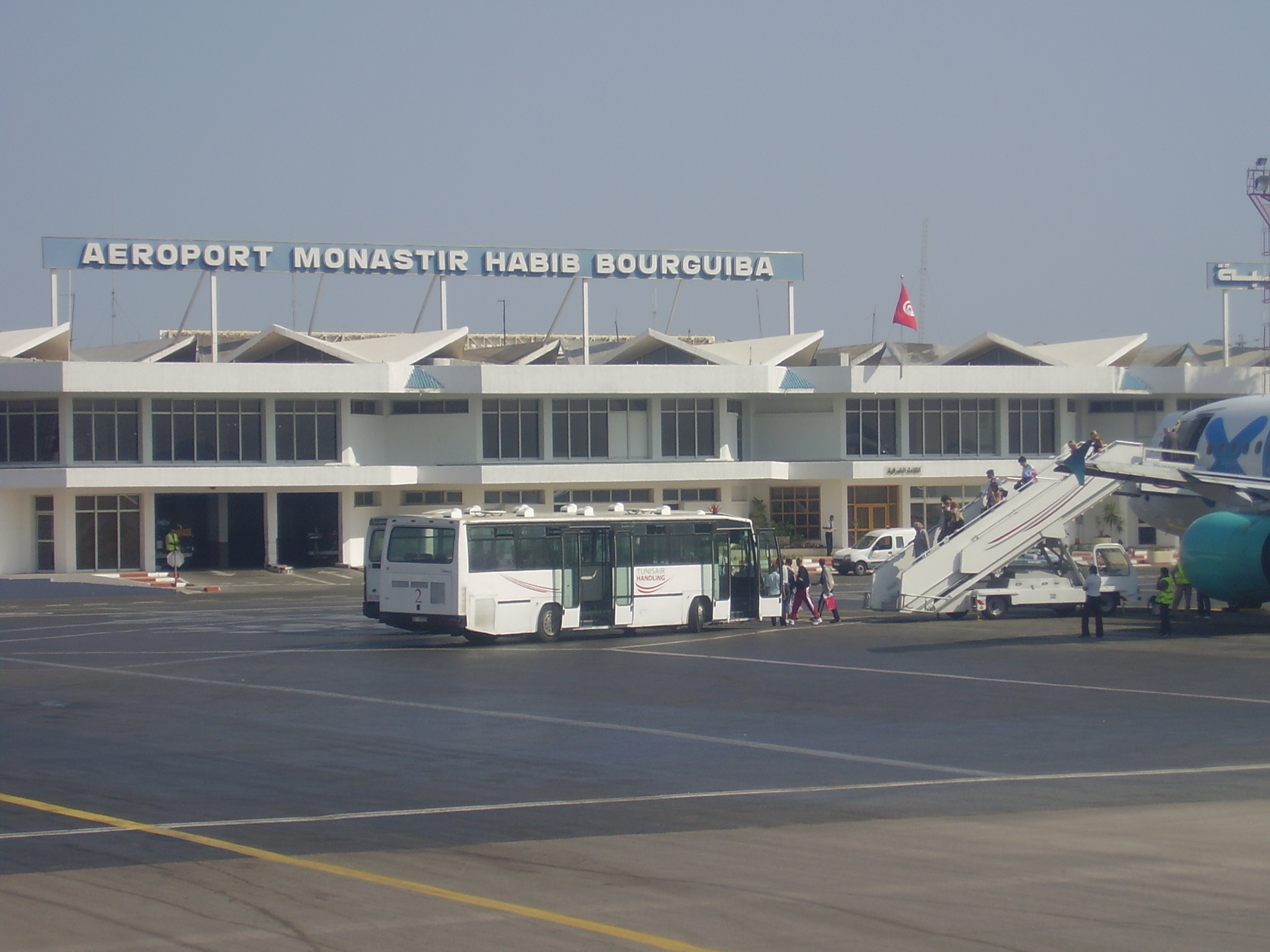
Vue du tarmac.
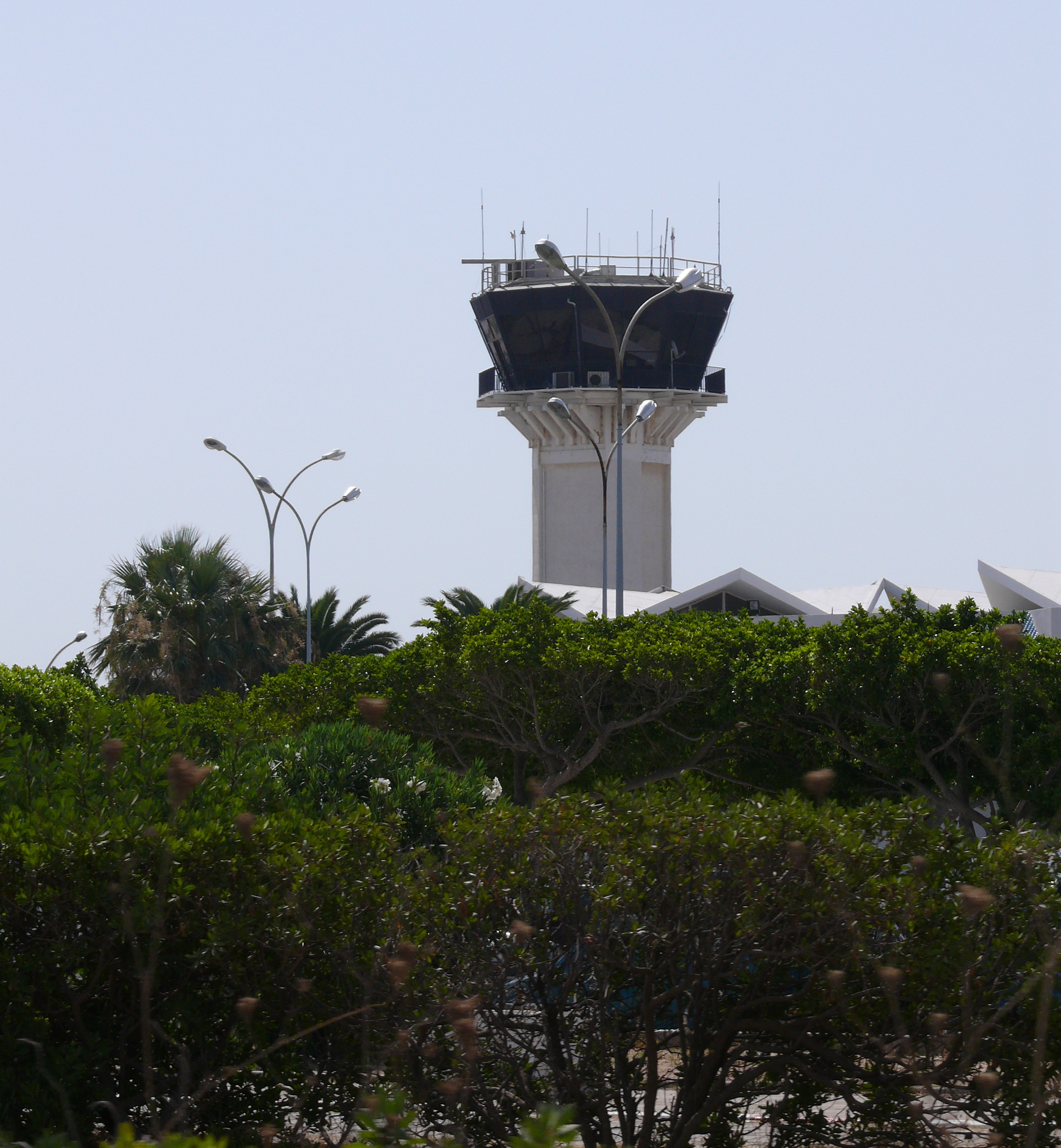
Tour de contrôle.

## Situation
| \| 50 km1:6 099 000 \| Djerba · Zarzis Tunis · Carthage Enfidha · Hammamet Gabès · Matmata Gafsa · Ksar Monastir · Habib-Bourguiba Sfax · Thyna Tabarka · Aïn Draham Tozeur · Nefta El Borma Remada Borj · El Amri |
| 50 km1:6 099 000 |

## Statistiques
Pour des raisons techniques, il est temporairement impossible d'afficher le graphique qui aurait dû être présenté ici.

Voir la requête brute et les sources sur Wikidata.

## Compagnies et destinations
| Compagnies         | Destinations |
| ------------------ | --- |
| Air Serbia         | En saison charter : Belgrade-Nikola-Tesla, Niš Constantin-le-Grand |
| Austrian Airlines  | En saison charter : Vienne-Schwechat |
| Brussels Airlines  | En saison : Bruxelles-National |
| Eurowings          | En saison : Cologne/Bonn-K. Adenauer, Düsseldorf |
| Eurowings Discover | En saison : Francfort, Munich-F. J. Strauß |
| Luxair             | Luxembourg-Findel |
| Nouvelair Tunisie  | - Düsseldorf, - Hanovre, - Lyon-Saint-Exupéry, - Marseille-Provence, - Moscou-Vnoukovo, - Munich-F. J. Strauß, - Nice-Côte d'Azur, - Paris-Charles de Gaulle En saison : - Banja Luka, - Belgrade-Nikola-Tesla, - Berlin-Brandebourg, - Cologne/Bonn-K. Adenauer, - Francfort, - Leipzig/Halle, - Lille Lesquin, - Münster/Osnabrück, - Nantes-Atlantique, - Sarajevo-Butmir, - Stuttgart, - Vienne-Schwechat |
| Smartwings         | En saison charter : Brno-Tuřany, Ostrava-L. Janáček, Pardubice (en), Prague-Václav-Havel |
| Smartwings Poland  | En saison charter : Katowice-Pyrzowice, Varsovie-Chopin |
| Smartwings Hungary | En saison charter : Budapest-Ferenc Liszt |
| Sundair            | En saison : Berlin-Brandebourg, Brême |
| TAP Air Portugal   | En saison : Lisbonne-H. Delgado |
| Transavia          | En saison charter : Amsterdam |
| Transavia France   | Lyon-Saint-Exupéry, Nantes-Atlantique, Paris-Orly En saison : Marseille-Provence, Nice-Côte d'Azur |
| Tunisair           | - Bruxelles-National, - Francfort, - Hambourg-H.-Schmidt, - Lyon-Saint-Exupéry, - Marseille-Provence, - Munich-F. J. Strauß, - Nice-Côte d'Azur, - Paris-Orly, - Zagreb-Pleso |

Actualisé le 30 juillet 2023